# Dūlkūh
Dūlkūh (persiska: دولکوه) är ett samhälle i Iran.   Det ligger i provinsen Gilan, i den nordvästra delen av landet, 280 km nordväst om huvudstaden Teheran. Dūlkūh ligger 179 meter över havet och antalet invånare är 134.
Terrängen runt Dūlkūh är varierad, och sluttar österut. Runt Dūlkūh är det ganska tätbefolkat, med 134 invånare per kvadratkilometer. Närmaste större samhälle är Māsāl, 2,8 km öster om Dūlkūh. Trakten runt Dūlkūh består till största delen av jordbruksmark.